# Twistens gård
Twistens gård är en byggnad vid Storgatan i Halmstad.
Twistens gård uppfördes sannolikt under första hälften av 1600-talet, efter stadsbranden i Halmstad 1619, på källarvalv från ett medeltida hus. Dess första kända ägare var Johan Twist (1638-1688) var en handelsman från Lübeck, som kom till Halmstad på 1660-talet. 
År 1730 köptes byggnaden av Georg Bogislaus Staël von Holstein, som lät renovera det. Byggnaden anses då ha fått sitt nuvarande utseende.
Halmstad stad köpte huset 1826 och gjorde det till stadens i ordningen fjärde rådhus. Det var rådhus till 1862, då funktionen flyttades till en ny byggnad vid Nissan på Hamngatan, omedelbart norr om Halmstads slott. Fastigheten inrymde också, i en separat byggnad på innergården, Halmstads läroverk, som var kvar där till 1869, varefter skolan flyttades till det nybyggda Gamla läroverket vid Storgatan, granne med det nya rådhuset. Senare inrymde Twistens gård det lokala Bränwinsbolagets försäljningslokal för spritdrycker (så småningom Systembolagets butik) 1889-1954. Under andra hälften av 1900-talet har det inrymt Restaurang Norre Kavaljeren.
Tornet byggdes som ett trapphus. Utrymmena har senare byggts om till burspråk.

## Halmstadtornet
I Lund uppfördes en tornhuv 1913 till Fabriks- och hantverksutställningen, vilket efterbildade tornhuvan på Twistska gården. Den prydde där utställningens huvudentré och är idag placerad på ett oktagonalt, rödmålat tegeltorn mellan Schlyterska huset och Wahlbomska huset på Kulturen i Lund.

## Bildgalleri

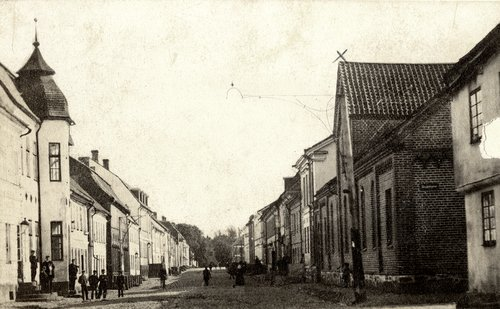
Storgatan i Halmstad med Twistens gård till vänster, troligen 1890-talet
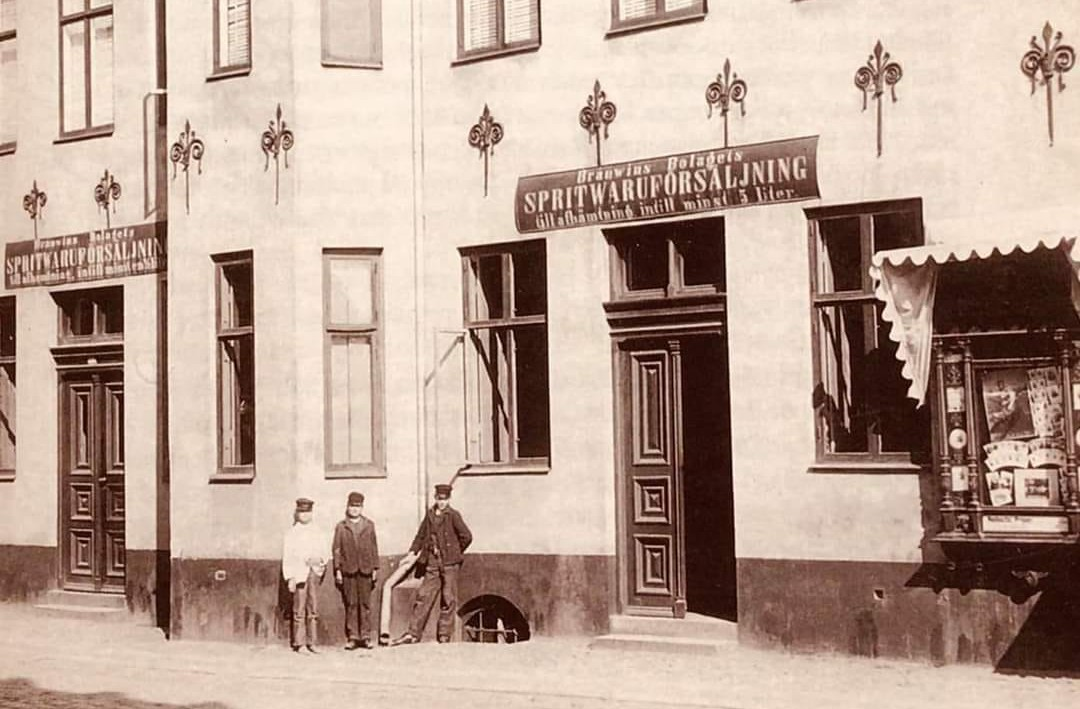
Twistens gård under Bränwinsbolagets tid
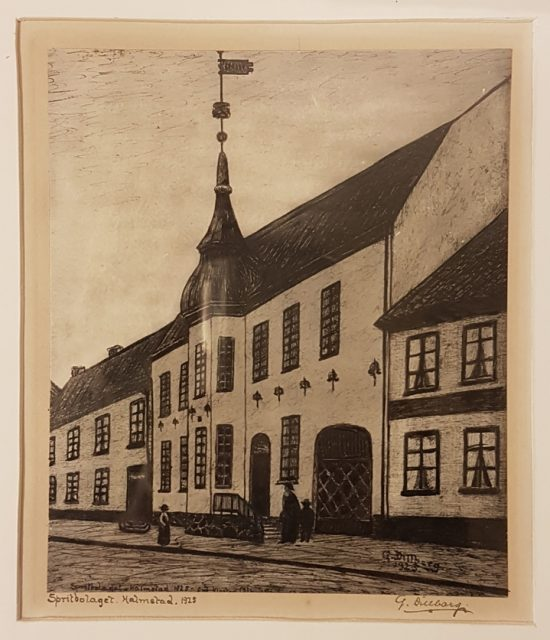
Twistens gård, 1923. Teckning av Gustaf Dillberg.
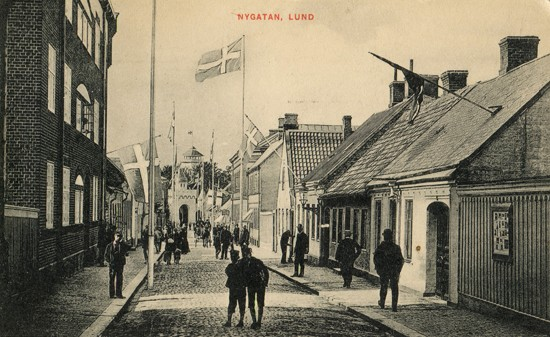
Nygatan i Lund, med kopian av huvan på Twistens gårds trapphus i fonden, över entrén till i Fabriks- och hantverksutställningen i Stadsparken, 1907
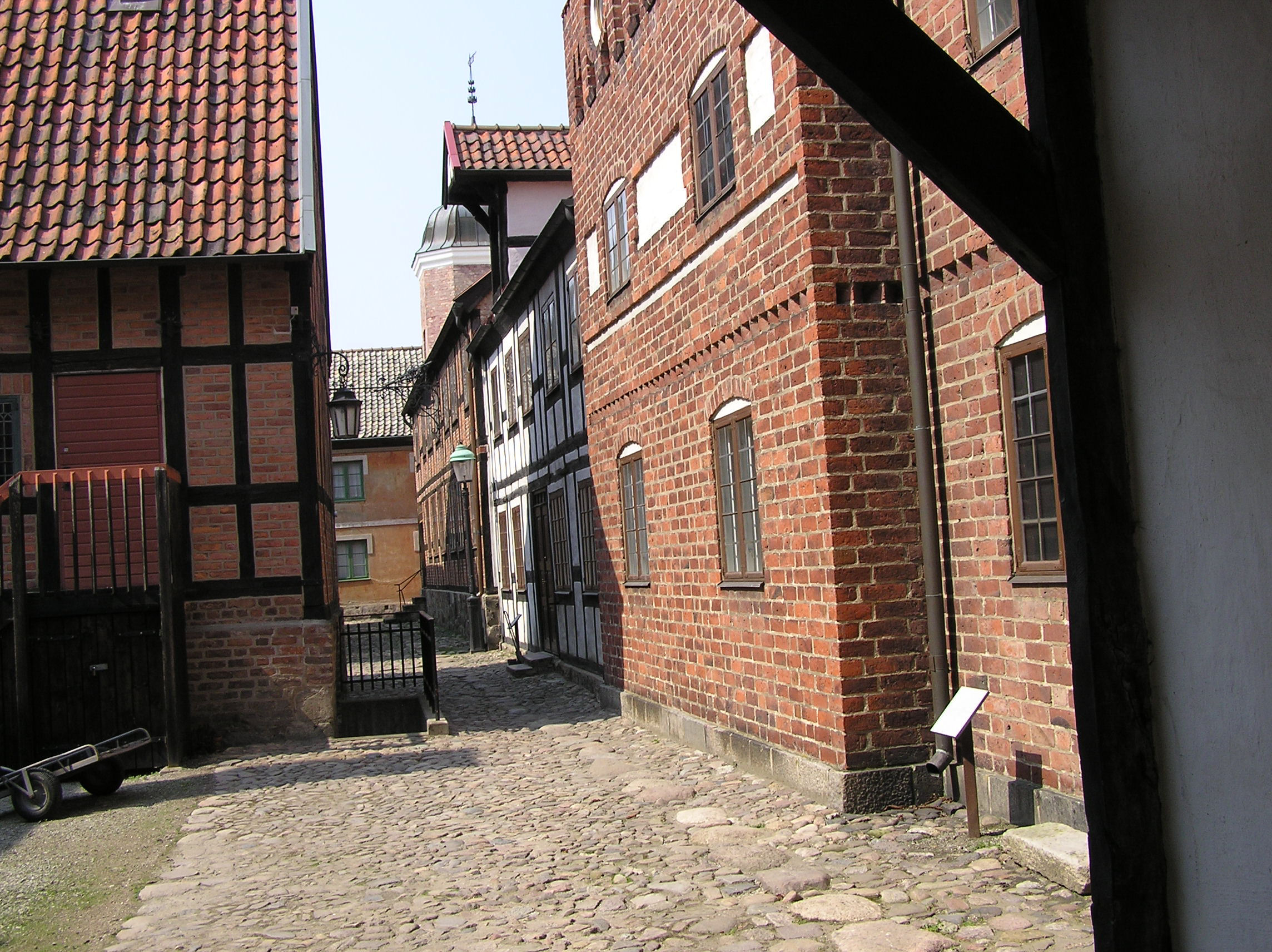
Kopian av huvan från trapptornet på Halmstadtornet på Kulturen i Lund